# Bole jezici
Bole jezici, manja afrazijska skupina zapadnočadskih jezika koji se govore na području Nigerije. Unutar sebe podijeljena je na tri uže podskupine, to su a. bole jezici u pravom smislu koja obuhvaća 12 jezika; b. Karekare (1), s jezikom karekare [kai] (150.000; 1993 CAPRO); i  c. jezik bure [bvh] (500). Njima govori preko 570.000 ljudi, a najvažniji su (po broju govornika) gera, bole, Karekare, ngamo i galambu.
U Bole vlastiti spadaju: beele [bxq] (120; Temple 1922); bole [bol] (100.000; 1990); deno [dbb] (6.000; 1995 CAPRO); galambu [glo] (25.000; 2006).); gera [gew] (200.000; 1995 CAPRO); geruma [gea] (9,030; 2000); giiwo [kks] (14.000; 1998 SIL); kholok [ktc] (2.500; Voegelin and Voegelin 1977); kubi [kof] (nepoznato; možda je izumro); maaka [mew] (10.000; 1993); ngamo [nbh] (60.000; 1993).); i nyam [nmi] (100; 2006).

## Vanjske poveznice
- Ethnologue (14th)
- Ethnologue (15th)